# Explosión de la fábrica de armas de Iquique de 1986
El 25 de enero de 1986 se produjo una gran explosión en la Fábrica de Armamentos Cardoen en el suburbio industrial Alto Hospicio de la ciudad costera chilena de Iquique, matando a 29 trabajadores e hiriendo gravemente a 11. Sólo se recuperaron cuatro cadáveres; los demás fueron vaporizados por la explosión, según Irene Rojas, reportera del diario La Estrella de Iquique. La planta, una de las cinco fábricas de armas propiedad del industrial Carlos Cardoen, era la más grande de Chile en ese momento. La explosión ocurrió en la sección de armamento de bombas de racimo de la planta, que había estado exportando bombas de 225 kg. (aprox.) a Irak para su uso durante la guerra entre Irán e Irak desde 1983. Según Luis Narváez, un periodista que investigó para La Nación el tráfico de armas en Chile y las cuentas bancarias extraterritoriales de Pinochet, había un rumor persistente entre los chilenos de que la explosión fue el resultado de un sabotaje, posiblemente cometido por soldados chilenos. El motivo dado para este presunto ataque habría sido castigar a Cardoen por no cooperar plenamente con un sindicato «tipo mafioso» de fabricantes de armas chilenos y por ofrecer demasiada competencia a otros fabricantes como FAMAE.